# Giovanni Visconti (ciclista)
Giovanni Visconti (Turín, 13 de enero de 1983) es un ciclista italiano que fue profesional desde 2005 hasta marzo de 2022.

## Biografía
Como amateur ganó el Gran Premio de Kranj en 2004. 
Fue líder del Giro de Italia 2008 durante ocho etapas. Cruzó el primero en la meta en la etapa 17 del Giro de Italia 2011 en un sprint junto a Diego Ulissi y el español Pablo Lastras, pero fue relegado a la tercera posición al entender que metió los codos para ganar la posición. También ha sido campeón de Italia de ciclismo en ruta en tres ocasiones y campeón del UCI Europe Tour también en tres ocasiones. 
En agosto de 2011 se hizo oficial su fichaje por el Movistar Team. En abril de 2012, Visconti logró su primera victoria de la temporada en la Klasika Primavera tras ganar al esprint a su compañero Alejandro Valverde e Igor Antón, del Euskaltel-Euskadi. En mayo, Visconti tuvo que retirarse del Giro de Italia durante la etapa decimoquinta debido a la falta de aire. Él volvió a la competición y firmó una victoria en el Circuito de Guecho, donde sus cualidades le sirvieron bien en la subida final y en el sprint donde venció a su compatriota Danilo di Luca. 
En diciembre de 2012 fue suspendido durante tres meses por el CONI, a causa de su relación con Michele Ferrari, médico implicado en la trama de dopaje de Lance Armstrong.
Tras la sanción, completó un magnífico Giro de Italia 2013, cosechando dos victorias de etapa (la decimoquinta, acabada en el Col du Galibier bajo una intensa nevada y dos días después, la decimoséptima finalizada en Vicenza, ambas tras coger la fuga buena del día).
Comenzó 2014 con una grave lesión de hombro tras una caída en el Tour Down Under, que le hizo perderse el Giro de Italia de ese año. Sin embargo, pudo recuperarse para el Tour de Francia, en el que acabó 37.º en la general y 2.º en una etapa de alta montaña acabada en Saint Lary, en el que fue su debut en la Grand Boucle.
En 2015, Visconti ganó el maillot de mejor escalador del Giro de Italia, gracias a los ataques en las últimas etapas de la carrera. Calificó su conquista del maillot azul como "un consuelo", ya que iba a ganar victorias de etapa que no se materializaron durante esos ataques, con los cuales ganó dicho maillot. 

## Palmarés
| 2006 - Coppa Sabatini 2007 - 1 etapa del Brixia Tour - Coppa Sabatini - Campeonato de Italia en Ruta 2008 - 1 etapa de la Vuelta a Andalucía - 2.º en el Campeonato de Italia en Ruta - Gran Premio de Fourmies 2009 - 1 etapa del Tour de Eslovenia - Coppa Agostoni - Trofeo Melinda - G. P. Industria y Comercio de Prato - UCI Europe Tour 2010 - Classica Sarda Olbia-Pantogia - Tour de Turquía, más 2 etapas - 1 etapa del Tour de Luxemburgo - Campeonato de Italia en Ruta - UCI Europe Tour 2011 - Gran Premio dell'Insubria - 1 etapa de la Settimana Coppi e Bartali - Campeonato de Italia en Ruta - Gran Premio Industria y Commercio Artigianato - 1 etapa de la Semana Lombarda - UCI Europe Tour | 2012 - Klasika Primavera - Circuito de Guecho 2013 - 2 etapas del Giro de Italia 2015 - Clasificación de la montaña del Giro de Italia 2016 - Klasika Primavera - 1 etapa del Giro de Toscana 2017 - Giro de Emilia 2018 - 2.º en el Campeonato de Italia en Ruta - 3 etapas de la Vuelta a Austria 2019 - 1 etapa del Tour de Eslovenia - 1 etapa de la Vuelta a Austria - Giro de Toscana |

## Resultados en Grandes Vueltas y Campeonatos del Mundo
Durante su carrera deportiva consiguió los siguientes puestos en las Grandes Vueltas y en los Campeonatos del Mundo en carretera:
| Carrera         | Carrera         | 2005 | 2006 | 2007 | 2008 | 2009 | 2010 | 2011  | 2012 | 2013 | 2014 | 2015 | 2016 | 2017 | 2018 | 2019 | 2020 | 2021 |
| --------------- | --------------- | ---- | ---- | ---- | ---- | ---- | ---- | ----- | ---- | ---- | ---- | ---- | ---- | ---- | ---- | ---- | ---- | ---- |
|                 | Giro de Italia  | —    | —    | 77.º | 42.º | 76.º | —    | 49.º  | Ab.  | 35.º | —    | 18.º | 13.º | Ab.  | 38.º | —    | Ab.  | 95.º |
|                 | Tour de Francia | —    | —    | —    | —    | —    | —    | —     | —    | —    | 37.º | —    | —    | —    | —    | —    | —    | —    |
|                 | Vuelta a España | —    | —    | —    | —    | —    | —    | —     | —    | —    | —    | 19.º | —    | 46.º | —    | —    | —    | —    |
| Mundial en Ruta | Mundial en Ruta | —    | —    | —    | —    | Ab.  | 36.º | 107.º | —    | 51.º | 32.º | —    | —    | —    | —    | Ab.  | 43.º | —    |

—: no participa

Ab.: abandono